# Maranda
Maranda (em persa: مرند; romaniz.: Marand; em azeri: Mərənd) é uma cidade iraniana da província do Azerbaijão Oriental, no condado de Maranda, no distrito central. Segundo o censo de 2016, havia 130 825 habitantes.